# Liste der Wappen in der Provinz Oristano
Die Liste der Wappen in der Provinz Oristano zeigt die Wappen der Gemeinden in der Provinz Oristano der autonomen Region Sardinien in der Italienischen Republik. In dieser Liste sind die Wappen jeweils mit einem Link auf die Gemeinde angezeigt.

## Wappen der Provinz Oristano

Provinz Oristano
Lage der Provinz Oristano in Italien

## Wappen der Gemeinden der Provinz Oristano

Abbasanta
Aidomaggiore
Albagiara
Ales
Allai
Arborea
Ardauli
Assolo
Asuni
Baradili
Baratili San Pietro
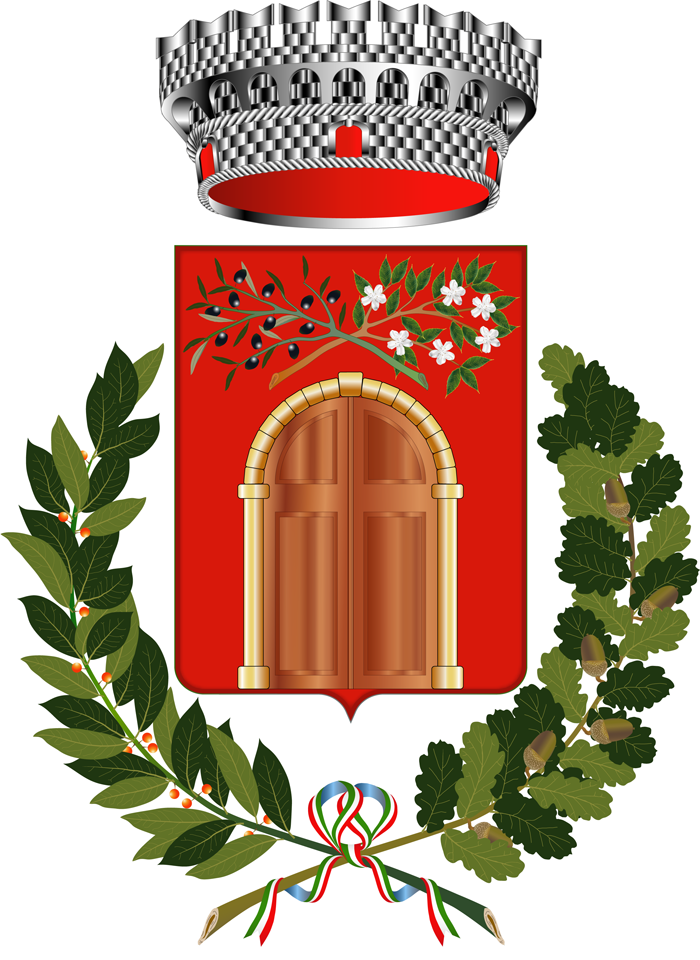
Baressa
Bauladu
Bidonì
Bonarcado
Boroneddu
Bosa
Busachi
Cabras
Cuglieri
Curcuris
Flussio
Fordongianus
Ghilarza
Gonnoscodina
Gonnosnò
Gonnostramatza
Laconi
Magomadas
Marrubiu
Masullas
Milis
Modolo
Mogorella
Mogoro
Montresta
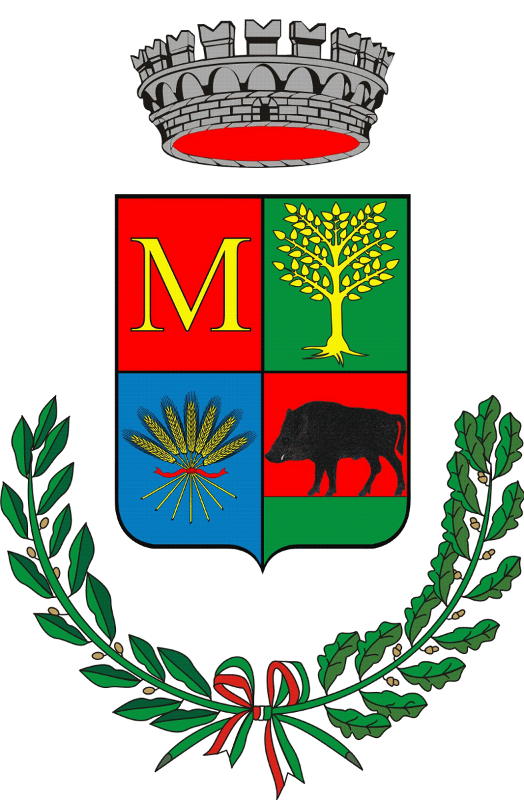
Morgongiori
Narbolia
Neoneli
Norbello
Nughedu Santa Vittoria
Nurachi
Nureci
Ollastra
Oristano
Palmas Arborea
Pau
Paulilatino
Pompu
Riola Sardo
Ruinas
Sagama
Samugheo
San Nicolò d’Arcidano
San Vero Milis
Santa Giusta
Santu Lussurgiu
Scano di Montiferro
Sedilo
Seneghe
Senis
Sennariolo
Siamaggiore
Siamanna
Siapiccia
Simala
Simaxis
Sini
Siris
Soddì
Solarussa
Sorradile
Suni
Tadasuni
Terralba
Tinnura
Tramatza
Tresnuraghes
Ula Tirso
Uras
Usellus
Villa Sant’Antonio
Villa Verde
Villanova Truschedu
Villaurbana
Zeddiani
Zerfaliu